# Kotroni Airport
Kotroni Airport är en flygplats i Grekland.   Den ligger i prefekturen Nomarchía Anatolikís Attikís och regionen Attika, i den sydöstra delen av landet, 27 km nordost om huvudstaden Aten. Kotroni Airport ligger 212 meter över havet.
Terrängen runt Kotroni Airport är kuperad åt nordväst, men åt sydost är den platt. En vik av havet är nära Kotroni Airport åt sydost. Närmaste större samhälle är Acharnes, 19,9 km väster om Kotroni Airport. 